# Darusalam
Darusalam is een bestuurslaag in het regentschap Karimun van de provincie Riau-archipel, Indonesië. Darusalam telt 2.926 inwoners (volkstelling 2010).